# Svájci frank
A svájci frank Svájc és Liechtenstein államok, valamint Campione d’Italia város hivatalos pénzneme. Váltópénze németül: rappen; franciául: centime; olaszul: centesimo; rétorománul: rap.

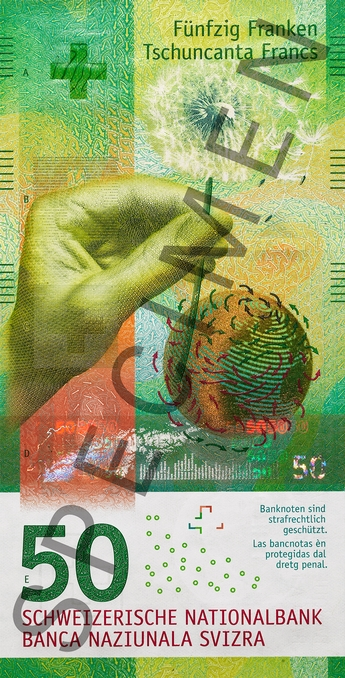
A 2016. április 12-én forgalomba került új, 9. szériájú 50 frankos bankjegy. Mérete: 137x70 mm

## Története
A svájci frankot 1850-ben vezették be a francia frankkal azonos értékben, felváltotta a kantonok addig használt különféle pénzeit, amelyek közt volt (1½ francia frank értékű) frank is. 1865-ben Franciaország, Belgium, Olaszország és Svájc létrehozta a Latin Monetáris Uniót, melynek keretében egységesen 4,5 g ezüstben, illetve 0,290322 g aranyban rögzítették a pénzlábat. Habár a monetáris unió 1920 után szétbomlott és 1927-ben hivatalosan is megszűnt, Svájc egészen 1967-ig megmaradt a standardnál. Mára a svájci frank lett az utolsó, Európában használt frank.
A svájci frank nagyon stabil valutának bizonyult a történelem során, és máig a „mentsvár” valuta szerepét tölti be: gyakorlatilag nem inflálódik és 2000. május 1-jéig 40%-os kötelező aranyfedezeti arányt írt elő a törvény. A valutát csak egyetlenegyszer, a nagy gazdasági világválságot követően kellett leértékelni, ez a 30%-os leértékelés is csak a font sterling, az amerikai dollár és a francia frank leértékelése után történt meg.
2011-ben a menekülővalutaként szolgáló frank árfolyama megközelítette az euróét. Ez év szeptemberében a központi bank az euróhoz kötötte a frank árfolyamát, azóta 1,2 frank ér 1 eurót. Erre azért volt szükség, mert a túl erős frank deflációt okozott volna Svájcban, és csökkentette volna az exportot.
2015. január 15-én a svájci jegybank bejelentette, hogy megszünteti az 1,20-as árfolyamküszöböt az euróval szemben. A bejelentést követően a frank árfolyama húsz százalékot erősödött egy napon belül az euró árfolyamához képest és az EUR/CHF árfolyam az 1,0 árfolyam alatt is járt.
A nap során a frank árfolyama egy rövidke ideig elérte a 484,23 forintos árfolyamot is, amely később 311 környékére süllyedt vissza.
2016-os felmérések alapján a készpénz a svájci lakosok körében igen népszerű, sokan ragaszkodnak az 1000 frankos bankjegyhez is, amit azonban néhány politikus ki szeretne vonni a forgalomból, hogy visszaszorítsák a pénzmosást.

## Érmék
A Helvét Köztársaság érméi
1798 és 1803 között 1 rappen, fél és 1 batzen névértéken adtak ki fémpénzeket. Ezüst érméket 10, 20 és 40 batzen értékben adtak ki. Ez utóbbit nevezték 4 frankosnak is. 16 és 32 névértékű aranypénzeket 1800-ban adtak ki.
A Svájci Konföderáció érméi
1850-ben vezették be az 1, 2, 5, 10 és 20 rappenes érméket, valamint a fél, 1, 2 és 5 frankosokat. Az 1 és 2 rappen bronzból, az 5, 10 és 20-asok billonból (ezüst és higany ötvözete), a frankosok pedig .900-as tisztaságú ezüstből készültek. 1860 és 1863 között .800-as tisztaságú ezüstöt használtak, mielőtt a francia szabvány szerinti .835-ös tisztaságú ezüstöt be nem vezették mind az öt frankot is beleértve (amik végül is megmaradtak .900-as ezüstnél) 1875-ben. 1879-ben a billont felváltottál nikkelbronzra az 5 és 10 rappennél, a 20-as pedig onnantól tiszta nikkelből készült.
Mindkét világháború csak kis hatással volt a svájci pénzverésre, átmenetileg használtak bronzot és cinket az érmék előállításához. 1931-ben az 5 frankos tömegét 25-ről 15 grammra csökkentették, alapanyagnak a .835-ös ezüstöt használták. A következő évben az 5 és 10 rappennél bronznikkelt kezdtek használni nikkel helyett.
Az 1960-as évek végén a franknak az értéktelenedő USA dollárral való kapcsolata következtében a nemzetközi kereskedelemben forgó árucikkek jelentősen megdrágultak. Az ezüstérmék alapanyagának ára meghaladta az adott érmék névértékét, és közülük rengeteg került külföldre beolvasztásra, amit aztán a svájci pénzügyminisztérium illegális tevékenységgé minősített. Ennek nem sok eredménye volt, és a frankok beolvasztásának mértéke csak akkor csökkent, amikor a forgalomban maradt érmék névértéke újra meghaladta az alapanyagának értékét.
Az 1 rappenes érmék 2006-ig forgalomban maradtak, habár folyamatosan csökkentették a mennyiségüket, de valójában nem volt jelentős monetáris szerepe a 20. század utolsó negyedében. Azok is, akik elfogadták fizetőeszközként az 1 rappent, csak szimbolikus értéket tulajdonítottak neki. Máshol (pl. gyűjtők körében) a négyrappenes volt a legkisebb használható érme – hogy a névértéke magasabb legyen az előállítási költségnél, pont fordítva, mint ahogy az volt sok-sok éven keresztül. Az 1 rappen az 1970-es évek végén, 80-as évek elején vált használaton kívülivé, de csak 2007. január 1-jén vonták ki a forgalomból és szüntették meg mint fizetőeszközt. A régóta elfeledett 2 rappent 1974 óta nem verték, de csak 1978. január 1-jén vonták ki a forgalomból.
Az érmék kinézete alig változott 1879 óta. A jelentősebb változások közé sorolható az 5 frankos 1888-as, 1922-es, 1924-es (kismértékű), és 1931-es (leginkább csak a méretet érintő) változtatása. A bronz érmék 1948-ban kaptak új formát. Az érmék egy 22 csillagból álló gyűrű mintáját hordozzák magukon. 1983-ban 23-ra növelték a csillagok számát. Mivel a csillagok Svájc kantonjait szimbolizálják, a változtatás a Svájci Föderáció 1979-es bővülését reprezentálja, mikor is Jura tartomány kivált a Berni kantonból és így az lett a 23. kanton.
A 10 rappenes érme 1879-től mostanáig az eredeti méretben és lenyomattal készült (kivéve az 1918–19 és az 1932–39-es időszakokat), és továbbra is forgalomban van.
Az összes svájci érme nyelv-semleges (legalábbis ami Svájc 4 hivatalos nyelvét illeti), a lenyomaton csak számok, a frank Fr. rövidítése, és a latin nyelvű mondatok, „Helvetia” (mint Helvét köztársaság), „Confederatio Helvetia”, azaz Svájci Konföderáció (névértéktől függően), illetve a „Libertas” felirat (római mitológia) szerepel a kisebb érméken. A tervező neve jelölve van az érméken az álló Helvetia és a címeres pajzs mellett.
Az általános érméken kívül számos ezüst, valamint arany emlékérmét adtak ki. Ezek az érmék nem számítanak törvényes fizetőeszközöknek, de beválthatók névértéken a postahivatalokban, valamint a nemzeti és kantoni bankokban. Ezeknek az alapanyagértékük, vagy a gyűjtőknek számító értékük ugyanannyi, vagy több mint a névértékük.

## Bankjegyek
1907-ben a Svájci Nemzeti Bank átvette a bankjegyek kiadásának jogait a kantonoktól és különböző bankoktól. Bevezették az 50, 100, 500 és 1000 frankos címleteket. A 20 frankos 1911-ben került bevezetésre, amit az 5 frankos követett 1913-ban. 1914-ben a Nemzeti Kincstár kiadta a papíralapú 5, 10 és 20-frankosokat. Ezek a címletek 3 különböző verzióban kerültek kiadásra: francia, német
és olasz nyelven. Az Állami Hitelbank ebben az évben adta ki a 25 frankos bankjegyet is. 1952-ben a Nemzeti Bank megszüntette az 5 frankost, viszont bevezették a 10 frankost 1955-ben. 1996-ban hozták forgalomba a 200-ast, az 500-ast pedig megszüntették.
A Nemzeti Bank nyolc sorozatot nyomtatott a pénzekből, amiből hatot adtak ki általános használatra. Az 1976-os hatodik széria (tervezői Ernst és Ursula Hiestand) a tudományos élet neves szereplőit ábrázolta. Ezeket 2020. május 1-jén tervezték végleg bevonni a forgalomból. 2010 óta a nagy részét ennek a szériának már nem cserélik annak ellenére, hogy még 10 évig forgalomban maradnak. Például ennek a kiadásnak az 500-as címletéből még 129,9 millió franknyi van forgalomban.
A hetedik sorozatot 1984-ben nyomtatták, de „visszatartott sorozatként” tartották, készen arra. hogy kiadják, például ha hirtelen nagyszabású hamisítása történne a kiadott szériának. Amikor a Svájci Nemzeti Bank elhatározta, hogy új biztonsági elemeket építenek a pénzekbe és felhagynak a visszatartott szériák koncepciójával, a 7. szériát megszüntették, és a már elkészült nyomatokat megsemmisítették.
A mostani (8.) kiadást Jörg Zintzmeyer tervezte, a grafikák a „művészetek” témában készültek. Ezt a szériát 1995-ben adták ki. Az új dizájnon kívül számos ponton különbözik a mostani széria az eddigiektől. Talán a legfontosabb különbség a praktikusság szemszögéből nézve, hogy a ritkán használt 500-as címletet 200-asra cserélték. Ez az új címlet valójában bizonyítottan sikeresebb, mint a régi 500 frankos. Az új kiadás alapszíneinek megtartották az eddigieket, kivéve a 20-as címletet, ami kék helyett immár piros alapú, megszüntetve a túlzott hasonlóságot a 100-as címlettel. Továbbá a 10-es címlet sárga alapszínt kapott az eddigi piros helyett. A bankjegyek mérete is változott. A 8. kiadás mindegyik elemének azonos a magassága (74 mm), míg szélességük különbözik (növekvő a címleteknek megfelelően). Az új kiadás sokkal több biztonsági elemet tartalmaz, mint az eddigi szériák. Közülük sok (de nem mind) már szabad szemmel is látható, és széles körben ismert, nem úgy, mint a régi szériáknál, ahol a legtöbb biztonsági elem titkos volt.
Mindegyik bankjegy négynyelvű, minden felirat fel van tüntetve mind a négy hivatalos nyelven. Amelyik bankjegy német anyanyelvű személyt ábrázol, annak az előoldalán német és rétoromán, amelyik francia vagy olasz anyanyelvűt, annak az előoldalán francia és olasz nyelvű feliratok vannak. A hátoldalon ennek megfelelően a másik két nyelvpár feliratai olvashatóak.
Amikor az ötödik széria 2000. április végén érvényét vesztette, a ki nem cserélt állomány értéke 244,3 millió frankot tett ki. A svájci jogoknak megfelelően ez az összeg átkerült a természeti katasztrófák esetére szolgáló svájci vis maior alapba.
2005 februárjában pályázatot hirdettek a 9. széria kinézetére vonatkozóan. 2010-re tervezték a kiadást. A grafikáknak a „Svájc nyitott a világra” témára kellett készülniük. 2005 novemberében hirdettek eredményt, de a kiválasztott dizájnt a lakosság széles körű kritikái fogadták.

## Történelmi árfolyamok
Az alábbi táblázatban néhány történelmi árfolyam van, amelyben 1 frank értéke van megadva forintban.
| dátum               | árfolyam (Ft) | változás (%) |
| ------------------- | ------------- | ------------ |
| 1949. január 3.     | 2,73          |              |
| 1950. március 1.    | 2,73          | 0%           |
| 1955. március 1.    | 2,69          | -1,5%        |
| 1960. március 1.    | 2,69          | 0%           |
| 1965. augusztus 16. | 2,69          | 0%           |
| 1969. október 27.   | 6,86          | 155,0%       |
| 1975. március 1.    | 7,62          | 11,1%        |
| 1980. március 1.    | 19,42         | 154,9%       |
| 1985. június 7.     | 19,76         | 1,8%         |
| 1990. március 1.    | 43,88         | 122,1%       |
| 1994. március 1.    | 72,34         | 64,9%        |
| 1998. március 2.    | 142,52        | 97,0%        |
| 2002. március 1.    | 166,75        | 17,0%        |
| 2006. március 1.    | 162,13        | -2,8%        |
| 2010. március 1.    | 184,04        | 13,5%        |
| 2011. március 1.    | 210,14        | 14,2%        |
| 2012. március 1.    | 238,78        | 13,6%        |
| 2013. március 1.    | 241,06        | 1,0%         |
| 2014. március 3.    | 258,19        | 7,1%         |
| 2015. január 14.    | 266,33        | 3,2%         |
| 2015. január 15.    | 319,27        | 19,9%        |
| 2021. március 1.    | 330,18        |              |
| 2024. január 2.     | 409,91        |              |

### Fordítás
- Ez a szócikk részben vagy egészben  a   Swiss franc című angol Wikipédia-szócikk ezen változatának fordításán alapul.  Az eredeti cikk szerkesztőit annak laptörténete sorolja fel. Ez a jelzés csupán a megfogalmazás eredetét és a szerzői jogokat jelzi, nem szolgál a cikkben szereplő információk forrásmegjelöléseként.